# Osnat Shurer
Osnat Shurer (* 1970 oder 1971 in Israel) ist eine israelische Filmproduzentin.

## Karriere
Osnat Shurer wurde in Israel geboren und wuchs dort auf. Ihre Karriere im Filmgeschäft begann im Jahr 2003 für Pixar Animation Studios, als Produzentin des animierten Kurzfilms Boundin’ – Ein Schaf ist von der Wolle, der bei der Oscarverleihung 2004 eine Nominierung in der Kategorie Bester animierter Kurzfilm erhielt. Des Weiteren war sie als Produzentin für Artscape, Die Ein-Mann-Band, Jack-Jack Superbaby, Mr. Incredible und Freunde und den Dokumentarfilm von Sarah Vowell, der unter dem Titel Vowellet: An Essay by Sarah Vowell veröffentlicht wurde. Im Jahr 2006 wurde Lifted, ein von ihr produzierter Kurzfilm, ebenfalls für die Oscars nominiert. Bei den Golden Globe Awards 2012 erhielt ihr Film Arthur Weihnachtsmann, eine Sony-Pictures-Animation-Produktion, eine Nominierung in der Kategorie Bester Animationsfilm. Gegenwärtig arbeitet Shurer beim Walt Disney Animation Studio.
Shurers erste eigene Oscar-Nominierung erhielt sie bei der Oscarverleihung 2017, gemeinsam mit John Musker und Ron Clements, für das Werk Vaiana in der Kategorie Bester Animationsfilm. Die Auszeichnung ging an den, ebenfalls vom Walt Disney Animationsstudio hergestellten, Film Zoomania.

## Filmografie (Auswahl)
- 2003: Boundin’ – Ein Schaf ist von der Wolle (Boundin’, Kurzfilm)
- 2003: Exploring the Reef (Dokumentarkurzfilm)
- 2005: Artscape (Kurzfilm)
- 2005: Die Ein-Mann-Band (One Man Band, Kurzfilm)
- 2005: Jack-Jack Superbaby (Jack-Jack Attack, Kurzfilm)
- 2005: Mr. Incredible und Freunde (Kurzfilm)
- 2005: Vowellet: An Essay by Sarah Vowell (Dokumentarkurzfilm)
- 2006: Lifted (Kurzfilm)
- 2011: Arthur Weihnachtsmann (Arthur Christmas)
- 2016: Vaiana (Moana)
- 2017: Gone Fishing (Kurzfilm)
- 2021: Raya und der letzte Drache (Raya and the Last Dragon)